# Amico (cardinal)
Pour les articles homonymes, voir Amico.
Amico  (né à Rome, capitale de l'Italie, et alors des États pontificaux, et mort en 1122) est un cardinal italien de l'Église catholique du XIIe siècle, nommé par le pape Pascal II. Il est membre de l'ordre des  bénédictins à Mont-Cassin.

## Biographie
Le pape Pascal II le  crée  cardinal  lors du consistoire de 1116. Amico participe à l'élection du pape Gélase II en 1118.